# GPR174
GPR174 (англ. G protein-coupled receptor 174) – білок, який кодується однойменним геном, розташованим у людей на X-хромосомі. Довжина поліпептидного ланцюга білка становить 333 амінокислот, а молекулярна маса — 38 503.
| 10         |  | 20         |  | 30         |  | 40         |  | 50         |
| ---------- |  | ---------- |  | ---------- |  | ---------- |  | ---------- |
| MPANYTCTRP |  | DGDNTDFRYF |  | IYAVTYTVIL |  | VPGLIGNILA |  | LWVFYGYMKE |
| TKRAVIFMIN |  | LAIADLLQVL |  | SLPLRIFYYL |  | NHDWPFGPGL |  | CMFCFYLKYV |
| NMYASIYFLV |  | CISVRRFWFL |  | MYPFRFHDCK |  | QKYDLYISIA |  | GWLIICLACV |
| LFPLLRTSDD |  | TSGNRTKCFV |  | DLPTRNVNLA |  | QSVVMMTIGE |  | LIGFVTPLLI |
| VLYCTWKTVL |  | SLQDKYPMAQ |  | DLGEKQKALK |  | MILTCAGVFL |  | ICFAPYHFSF |
| PLDFLVKSNE |  | IKSCLARRVI |  | LIFHSVALCL |  | ASLNSCLDPV |  | IYYFSTNEFR |
| RRLSRQDLHD |  | SIQLHAKSFV |  | SNHTASTMTP |  | ELC        |  |            |

A: Аланін

C: Цистеїн

D: Аспарагінова кислота

E: Глутамінова кислота

F: Фенілаланін

G: Гліцин

H: Гістидин

I: Ізолейцин

K: Лізин

L: Лейцин

M: Метіонін

N: Аспарагін

P: Пролін

Q: Глутамін

R: Аргінін

S: Серин

T: Треонін

V: Валін

W: Триптофан

Кодований геном білок за функціями належить до рецепторів, g-білокспряжених рецепторів, білків внутрішньоклітинного сигналінгу. 
Локалізований у клітинній мембрані, мембрані.